# Апостольская префектура Тунчжоу
Апостольская префектура Тунчжоу (лат. Apostolica Praefectura Tungchovensis) — апостольская префектура Римско-Католической церкви с центром в городе Тунчжоу, Китай. Апостольская префектура Тунчжоу распространяет свою юрисдикцию на часть территории провинции Шэньси. Апостольская префектура Тунчжоу подчиняется непосредственно Святому Престолу.

## История
3 ноября 1931 года Римский папа Пий XI издал бреве Litteris apostolicis, которым учредил миссию sui iuris Тунчжоу, выделив её из апостольского викариата Сянфу (сегодня — Архиепархия Сианя).
8 апреля 1935 года Римский папа Пий XI издал буллу Ad maioris dignitatis, которой преобразовал миссию sui iuris Исяня в апостольскую префектуру.

## Ординарии апостольской префектуры
- епископ Pietro Moretti (22.04.1932 — 1973);
  - Sede vacante — с 1973 по 1981 гг.;
- епископ Laurence Zhang Wenbin (1981 — 25.12.2002);
- Joseph Tong Changping (4.11.2002 — по настоящее время).

## Источник
- Annuario Pontificio, Libreria Editrice Vaticana, Città del Vaticano, 2003, ISBN 88-209-7422-3
- Бреве Litteris apostolicis, AAS 24 (1932), стр. 228  (лат.)
- Булла Ad maioris dignitatis, AAS 28 (1936), стр. 89  (лат.)